# دستمالی

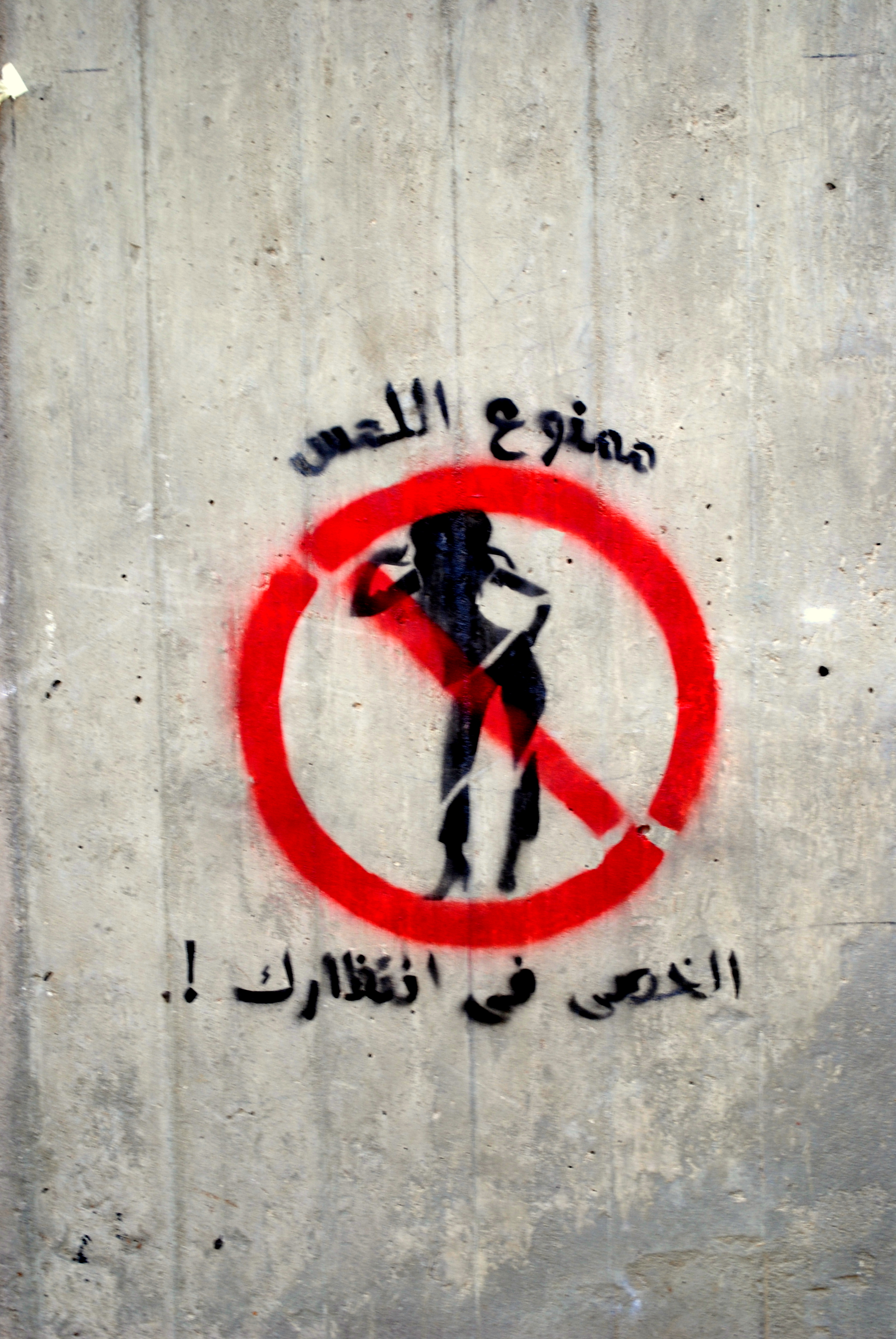
دیوارنگاره‌ای عربی: «دست‌مالی موقوف، اختگی در انتظارت!»

دستمالی به دست زدن (دست درازی) یا نوازشِ فردِ مقابل و بدونِ رضایتِ وی گفته می‌شود. دستمالی در بیشترِ جوامع، کرداری منفی بوده و گونه‌ای تعدی جنسی است.

## آزار خیابانی

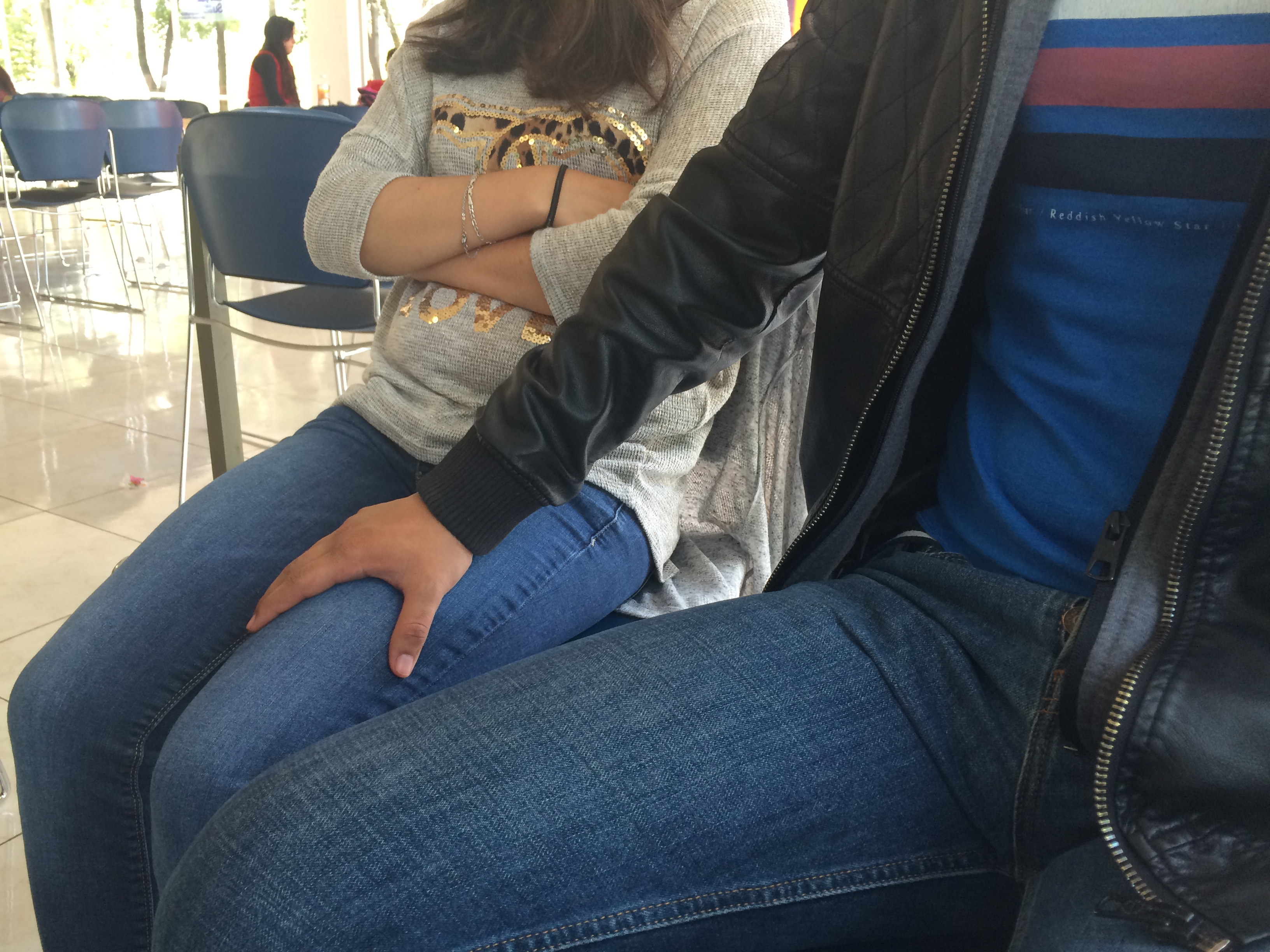
قلدری جنسی : این نوع قلدری معمولا ازطریق رفتارجنسی علیه شخصی اعمال می‌شود.

در بخش‌هایی از آسیای جنوبی از جمله هند، نپال و بنگلادش آزار جنسی و سوء استفاده جنسی بگونه‌ای گسترده از سوی یک عده مردان بر زنان اعمال می‌شود که به عنوانِ آزارهای خیابانی شناخته می‌شود.